# باتريسيا كونروي
باتريسيا كونروي هي كاتبة غنائية ومغنية كندية، ولدت في 30 يناير 1964.

## وصلات خارجية
- الموقع الرسمي